# Biłka Dolna
Biłka Dolna, Biłka Królewska (ukr. Нижня Білка, Nyżnia Biłka) – wieś na Ukrainie, w obwodzie lwowskim, w rejonie lwowskim (do 2020 roku w rejonie pustomyckim), nad rzeczką Białką. W 2001 roku liczyła 503 mieszkańców.
W 1939 roku obejmowała 770 ha powierzchni na trakcie gliniańskim, nad dopływem Pełtwi, a zamieszkana była przez polskie rodziny Borków, Domeredzkich, Gruszków, Kasperskich, Karpów, Kuźniarów, Łukaszyńskich, Wojdyłów, Popów, Łupaków, Woźniaków i innych. Dawna królewszczyzna; dzierżawa polskich rodów magnackich: Herburtów, Sapiehów i Uruskich. W drugiej połowie XIX wieku posiadłość hrabiny Komorowskiej.

## Położenie
Wieś leży ok. 16 km na wschód od centrum Lwowa, nad rzeczką Białką, dopływem Pełtwi.
Zachodnia część wsi zlokalizowana jest na terenie równinnym, niemal płaskim, położonym na wysokości 235 m n.p.m.; wschodnia (na wschód od Białki) znajduje się na terenie pagórkowatym ze wzniesieniami do 260 m n.p.m. Główną ulicą wsi jest dawny trakt gliniański, który już w XII wieku stanowił ważny szlak handlowy w tym regionie. Łączył Lwów z Glinianami – miasteczkiem położonym około 35 km na wschód od Lwowa i dalej ze Złoczowem i Tarnopolem. Przed rokiem 1945 przy tej ulicy znajdowały się kościół, szkoła, dom ludowy i młyn. Z kilku bocznych ulic najważniejsza była ta prowadząca (obok dworu i folwarku) w kierunku Biłki Górnej. Wraz z wybudowaniem w latach sześćdziesiątych XX wieku nowoczesnej drogi Lwów−Tarnopol dawny trakt gliniański całkowicie stracił na znaczeniu.

## Warunki klimatyczne
Biłka Dolna leży w strefie klimatu umiarkowanego kontynentalnego. W oparciu o wyniki badań stacji meteorologicznych we Lwowie (17 km od wsi) i Dublanach (15 km) należy przyjąć, że średnia temperatura w latach 1925-1938 wynosiła 8,85 °C, zaś temperatury skrajne +31,6 °C i -20,4 °C.
Średnie wieloletnie ciśnienie atmosferyczne w latach 1897-1899 wynosiło na tym obszarze 735,7 mm Hg. Brak jakichkolwiek danych z lat późniejszych. Średnia opadów w latach 1897-1899 wynosiła 771,7 mm, zaś w latach 1925-1938 610 mm. Wieloletnia średnia dni z opadami w roku 1938 wynosiła 182. Dane z okresu II wojny światowej i lat następnych są niedostępne.

## Historia
Zgodnie z miejscową tradycją nazwa wywodziła się stąd, że w czasie jednej z wojen obozowały tu wojska królewskie, czyli kwarta, podczas gdy pospolite ruszenie stało w sąsiedniej Biłce Szlacheckiej. Znacznie prostsze i bardziej prozaiczne wyjaśnienie może wywodzić nazwę od tego, że była to – w odróżnieniu od drugiej wsi o tej samej nazwie – królewszczyzna. Wieś była wielokrotnie niszczona przez zagony tatarskie zapuszczające się w te strony. W roku 1441 Tatarzy doszli pod mury Lwowa, a „we wsiach palili i ludzi bardzo wiele nabrali”. W roku 1512 Tatarzy niszczyli dobra królewskie w ziemi lwowskiej, aż pokonano ich 23 kwietnia „koło Biełki”. Od sierpnia 1605 do czerwca 1633 roku, tj. na przestrzeni dwudziestu ośmiu lat, większych najazdów na ziemię lwowską odnotowano 15; mniejszych nikt nie liczył. Napastnicy spustoszyli w tym czasie 80 osad miejskich i 842 wiejskie, niektóre wielokrotnie. Rezultatem tych najazdów były straty w wysokości ponad 55 tysięcy zamordowanych bądź uprowadzonych w jasyr mieszkańców.
Nie mniej groźne w skutkach były wojny kozackie: rok 1648 należałoby naprawdę czarną kreską albo też krwią naznaczyć... Chmielnicki razem z Kozakami i Tatarami oblegali Lwów i pustoszyli ziemię lwowską – mordy, rabunki, ogień znaczyły ich pochód.
Oprócz wojen ogromne spustoszenie powodowały epidemie chorób zakaźnych: dżumy, cholery, tyfusu i innych. Na ziemi lwowskiej występowały one (w latach 1603-1927) średnio co dziesięć lat, a towarzyszyły im częstokroć klęski głodu.
W czerwcu 1915 roku, podczas cofania się armii rosyjskiej po przełamaniu frontu pod Gorlicami, deportowano ze wsi w głąb Rosji wszystkich mężczyzn w wieku od 16 lat wzwyż, a nadto zarekwirowano wszystkie konie, bydło i trzodę chlewną. W okresie walk polsko-ukraińskich i wycofywania się wojsk Zachodnioukraińskiej Republiki Ludowej (ZURL) spod Lwowa w 1918 roku, Ukraińcy spalili w Biłce 96 gospodarstw i wymordowali ponad pięćdziesięciu jej polskich mieszkańców.
Wieś została odbudowana w okresie międzywojennym. W II Rzeczypospolitej miejscowość należała początkowo do gminy wiejskiej Biłka Królewska. 1 sierpnia 1934 roku w ramach reformy na podstawie ustawy scaleniowej została włączona do gminy wiejskiej Biłka Szlachecka w powiecie lwowskim, w województwie lwowskim. W 1921 roku gmina Biłka Królewska liczyła 920 mieszkańców (463 kobiety i 457 mężczyzn) i znajdowały się w niej 153 budynki mieszkalne. 919 osób deklarowało narodowość polską, 1 – żydowską. 870 osób deklarowało przynależność do wyznania rzymskokatolickiego, 29 – do prawosławnego, 21 – do mojżeszowego. W 1939 roku wieś liczyła 1160 mieszkańców, w tym 97% Polaków oraz 34 (3%) Ukraińców i Żydów.
W czasie minionej wojny Biłka Królewska stała się jednym z głównych ośrodków samoobrony przeciw ukraińskim akcjom OUN/UPA w okolicach Lwowa. Mimo kilku prób, nigdy nie została skutecznie zaatakowana. Podczas przetaczania się frontu w dniach 23-25 lipca 1944 roku wschodnia jej część, zajęta już przez Armię Czerwoną, została ostrzelana pociskami zapalającymi przez Niemców i w większości spłonęła. 
Po zakończeniu działań wojennych, w ramach przymusowych wysiedleń ludności polskiej, mieszkańcy Biłki zostali w roku 1945 zmuszeni do wyjazdu na Zachód. Część osiedliła się w okolicach Krosna, część zaś na Opolszczyźnie, w okolicach Góry Świętej Anny. 
Po II wojnie światowej wieś została zasiedlona ukraińskimi przesiedleńcami z okolic Lubaczowa. W 1989 roku Biłka Dolna liczyła 571 mieszkańców (306 kobiet i 265 mężczyzn).
We wsi urodził się Franciszek Gruszka – porucznik pilot Wojska Polskiego i F/O Royal Air Force w Wielkiej Brytanii, uczestnik bitwy o Anglię. Jeden z pierwszych lotników polskich latających na samolotach Supermarine Spitfire.